# Kalte Herberge
Die Kalte Herberge bei Hallgarten im hessischen Rheingau-Taunus-Kreis ist ein 619,3 m ü. NHN hoher Berg im Taunus. Sie ist Teil des Taunushauptkamms (Hoher Taunus) und nach Dominanz (17 km bis zur nächsthöheren Erhebung am Salzkopf (627,6 m) im linksrheinischen Binger Wald) und Prominenz (269 m über dem Sattel bei Niederseelbach) der zweitbedeutendste Berg im Taunus sowie der höchste Berg des gesamten Rheingaugebirges, dem Westabschnitt des Hohen Taunus.

## Geographische Lage
Die Kalte Herberge liegt im Naturpark Rhein-Taunus. Während sich ihr größter Teil in der Gemarkung Hallgarten der Stadt Oestrich-Winkel befindet, zählen ihre nordöstlichen Teile zum Gemeindegebiet von Eltville am Rhein; etwa 10 km südwestlich liegt Rüdesheim am Rhein. Nahe gelegene Ortschaften sind neben Hallgarten im Südsüdosten Kiedrich im Ostsüdosten und Stephanshausen im Westsüdwesten.
Die sanfte Gipfelkuppe der Kalten Herberge, die wie der Taunushauptkamm Nordost-Südwest-Ausrichtung aufweist, fällt nach Südwesten zum Grauen Stein (ca. 529 m) und nach Nordosten zum Erbacher Kopf (579,8 m) ab. Etwa 1 km südöstlich des Gipfels schließt sich der Nebengipfel Hallgarter Zange (580,5 m) an. Nach Süden hin fällt die Landschaft zu den Rebhängen des Rheingaus und dem Oestrich-Winkeler Ortsteil Hallgarten, nach Norden in das weitgehend bewaldete Äpfelbach- und Ernstbachtal im kaum besiedelten Gebiet des Hinterlandswald ab. Etwa 7,5 km ostsüdöstlich liegt die Bubenhäuser Höhe.
Die Kalte Herberge ist mit dichtem Nadelwald, teils auch Laubwald bestanden. Auf ihren kaum merklichen Gipfel weist abseits von Wanderwegen ein Informationsschild mit Aufschrift hin: Kalte Herberge – 619 m ü. NN – höchster Berg des Rheingaus. Weil im Gipfelbereich zahlreiche Bäume gefällt wurden, war 2021 ein Blick zur Hallgarter Zange und in den Rheingau möglich.

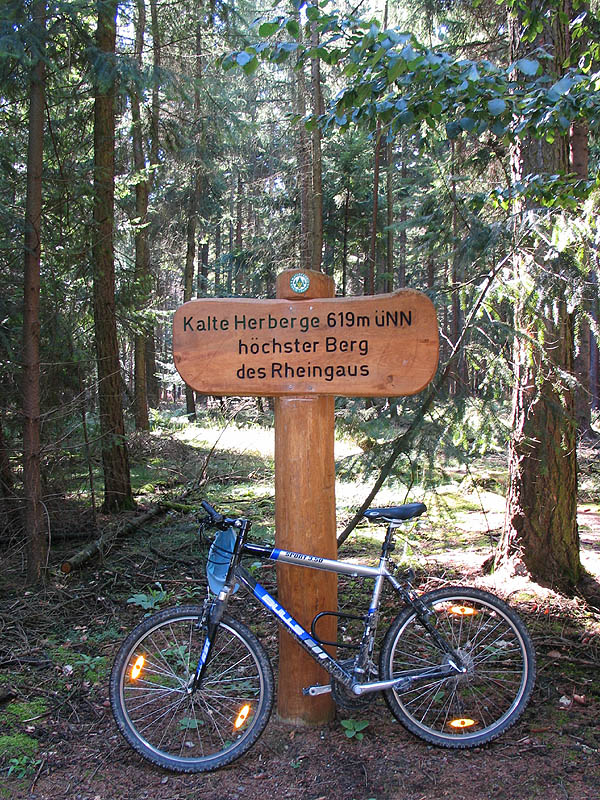
Schild am Gipfel der Kalten Herberge
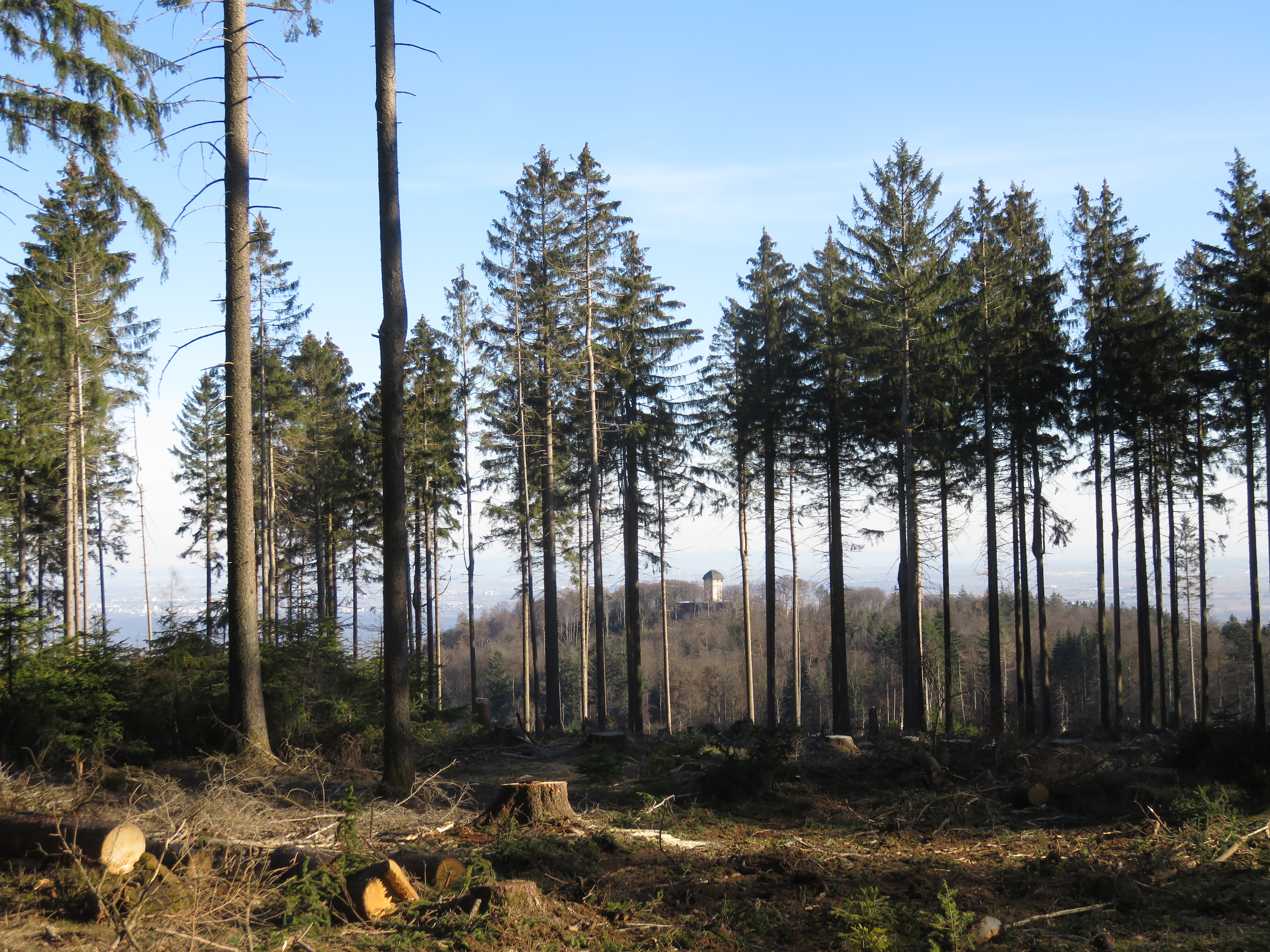
Blick zur Hallgarter Zange, 2021

## Naturräumliche Zuordnung und FFH-Gebiet
Die Kalte Herberge gehört in der naturräumlichen Haupteinheitengruppe Taunus (Nr. 30) und in der Haupteinheit Hoher Taunus (301) zum Naturraum Rheingaugebirge (301.1). Auf ihrer Nordwestflanke liegen Teile des Fauna-Flora-Habitat-Gebiets Wispertaunus (FFH-Nr. 5913-308; 52,59 km²).

## Geschichte
Nördlich des Gipfelrückens verläuft die historisch bedeutsame Grenze zwischen Rheingau und Untertaunus. So verlief hier seit dem Mittelalter über Jahrhunderte hinweg das Rheingauer Gebück. Relikte dieses aus Bäumen und Hecken gebildeten natürlichen Schutzwalls, der den seit 983 zum Erzbistum Mainz gehörenden Rheingau vor feindlichen Übergriffen aus dem Taunus schützen sollte, finden sich noch heute, wie etwa an der Mapper Schanze. Erst nach 1803 unterstanden Rheingau und Untertaunus gleichen Landesherren, nämlich bis 1866 dem Herzogtum Nassau, danach den Preußen, bis das gesamte Gebiet ab 1946 hessisch wurde.

## Heinrich-Orlopp-Gedenkstein

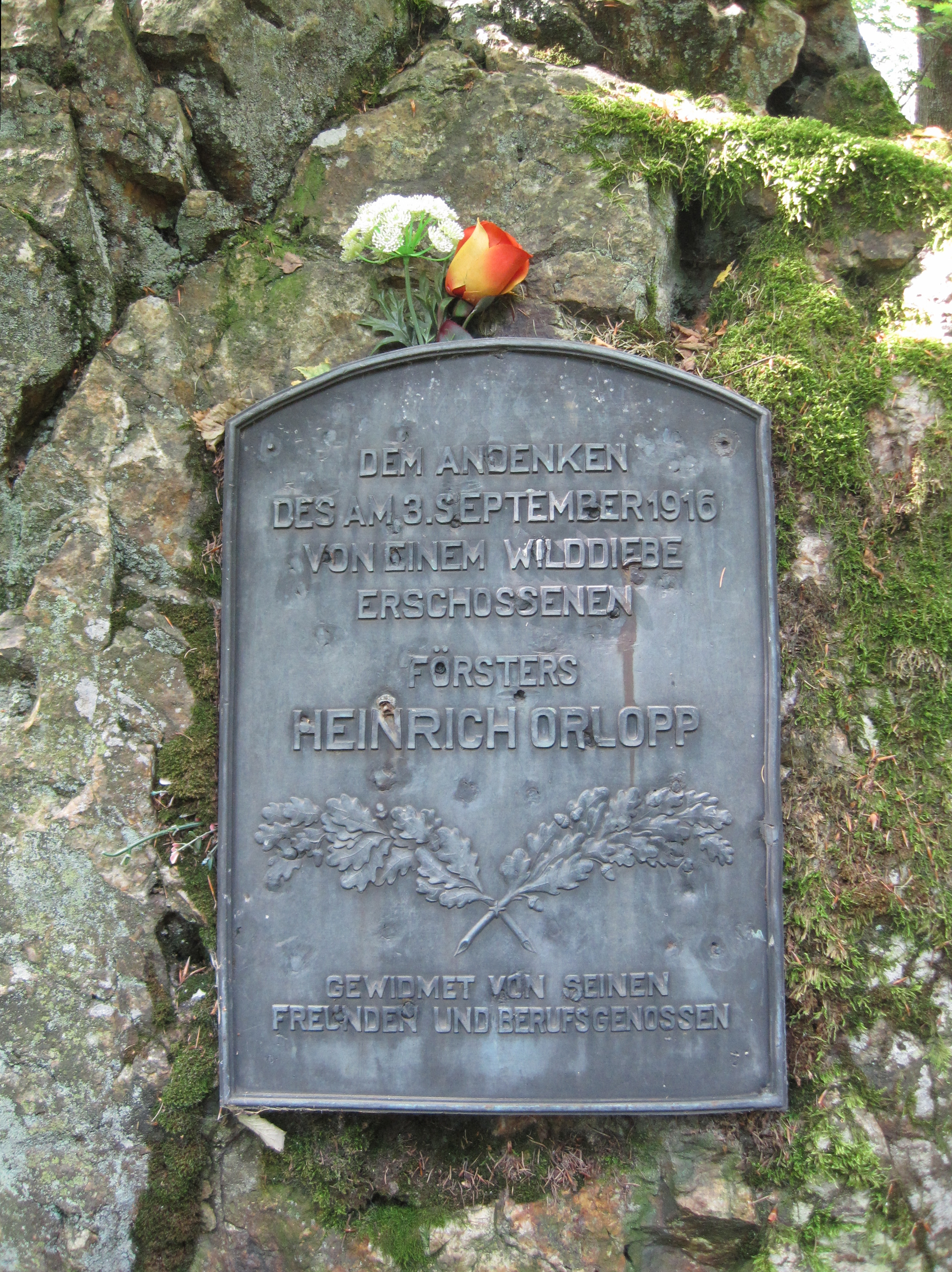
Gedenkstein für den erschossenen Heinrich Orlopp

In der Nähe der Kalten Herberge findet sich ein Gedenkstein für den Hallgartener Förster Heinrich Orlopp (* 21. April 1869). Er wurde am 3. September 1916 an anderer Stelle von einem Wilddieb erschossen. Zum Andenken Orlopps errichteten Freunde und Kollegen das Denkmal anlässlich seines zehnjährigen Todestages.

## Verkehr und Wandern
Der Gipfel der Kalten Herberge liegt in dichtem Wald, bietet weder Aussicht noch Sitzgelegenheit und stellt damit keine Attraktion über seine topographische Bedeutung hinaus dar. Er liegt abseits von Hauptverkehrsstraßen und ist nur über kleine Waldwege erreichbar.
Die Kreisstraße 634, die am Rhein bei Oestrich-Winkel nahe dem Schloss Reichartshausen von der nach Hattenheim verlaufenden Landesstraße 3320 mit direkter Verbindung zur Bundesstraße 42 abzweigt, führt aufwärts nach Hallgarten und dann als Rebhangstraße zur nördlich dieses Dorfs befindlichen Ansiedlung Am Rebhang. Von dort verläuft ein Waldfahrweg aufwärts zum Wanderparkplatz Kreistanne (⊙) auf etwa 565 m Höhe. Von da sind es etwa 600 Meter auf einem kaum befestigten Waldweg nach Nordwest bis zum Gipfel.
Zwischen Kalter Herberge und Hallgarter Zange hindurch verläuft der rechtsrheinische Teil des Rheinhöhenweges, der sich dort einen Wegabschnitt mit dem Europäischen Fernwanderweg E3 teilt.